# Христос во время шторма на море Галилейском
«Христос во время шторма на море Галилейском» — картина Рембрандта, написанная в 1633 году. В 1990 году картина была украдена из бостонского Музея Изабеллы Стюарт Гарднер и до сих пор её местонахождение неизвестно. Она классифицируется как историческая картина и является одной из самых больших и ранних работ Рембрандта. Картина была приобретена Бернардом Беренсоном для Изабеллы Стюарт Гарднер в 1869 году и экспонировалась в Музее Изабеллы Стюарт Гарднер в Бостоне до её кражи в 1990 году. Она до сих пор не найдена. 

## Описание
«Христос во время шторма на море Галилейском» — единственный морской пейзаж кисти Рембрандта. На картине изображено одно из чудес Иисуса Христа — укрощение бури, поднявшейся на Галилейском море, когда Иисус вместе с учениками переправлялись через него на лодке, как описано в четвёртой главе Евангелия от Марка. Картина была написана после переезда Рембрандта из Лейдена в Амстердам. Художник и критик Арнольд Хоубракен отмечал, что больше ценит работы Рембрандта именно этого, раннего периода. Работа представляет собой не просто изображение библейской сцены, но и разыгрывающейся перед зрителем драматичной сцены приближающегося кораблекрушения.

## Кража
Картина была выставлена в музее Изабеллы Стюарт Гарднер. 18 марта несколько воров, переодетых в полицейскую форму, выкрали из музея 13 работ известных художников. Помимо двух живописных полотен и одного наброска Рембрандта был украден «Концерт» Яна Вермеера, работы Эдуарда Мане и Эдгара Дега. 18 марта 2013 года представители ФБР заявили о раскрытии ограбления и о том, что картины были похищены организованной преступной группировкой, однако их местонахождение на данный момент неизвестно. Не было произведено ни одного ареста, и все 13 произведений искусства по-прежнему не найдены. Расследование остаётся открытым. 